# Nicomia pulchella
Nicomia pulchella är en insektsart som beskrevs av Albertson. Nicomia pulchella ingår i släktet Nicomia och familjen hornstritar.
Artens utbredningsområde är Guyana. Inga underarter finns listade i Catalogue of Life.